# Service militaire volontaire en France
Pour les articles homonymes, voir SMV (homonymie).
Le service militaire volontaire (SMV) est un organisme interarmées français. Il constitue une contribution du ministère des Armées dans le domaine de l’insertion citoyenne et professionnelle de jeunes Français de métropole et de l’étranger âgés de 18 à 25 ans exclus du marché de l’emploi.
Ce dispositif militaire, fondé sur l’acquisition volontaire de valeurs et d’une formation professionnelle, propose un nouveau départ à des jeunes hommes et femmes qu’il arme pour l’emploi en s’appuyant sur un réseau territorial et national de partenaires institutionnels, de collectivités, d’entreprises, d’associations et d’organismes de formation.

## Histoire
Le service militaire volontaire (SMV) est créé par le président de la République François Hollande le 1er juillet 2015 et s'inspire du service militaire adapté (SMA) qui existe en outre-mer depuis 1961.
Il est expérimenté par l'Armée de terre puis rattaché au secrétariat général pour l'Administration et devient un service interarmées en 2017.
En 2025, après 10 ans d'existence, il a formé 10 000 volontaires.

## Fonctionnement
L'objectif du SMV est l'inclusion sociale et l’insertion professionnelle durable des volontaires grâce à un accompagnement personnalisé et individualisé dans la formation. Cela se fait en redonnant à de jeunes volontaires des repères, des codes de conduite et de la confiance en eux et envers les autres. 
Unité à dimension interarmées, le SMV se compose aujourd’hui de trois régiments et un détachement Terre respectivement à Montigny-lès-Metz, Brétigny-sur-Orge, La Rochelle et Châlons-en-Champagne, un centre de la Marine à Brest et un centre de l’armée de l’Air à Ambérieu-en-Bugey comportant un détachement à Marseille.
Pendant 8 à 12 mois, le SMV propose aux jeunes un parcours d'insertion vers l'emploi. Celui-ci comporte une formation à la vie en collectivité dans un cadre militaire (mode de vie militaire en uniforme et en caserne, entrainement physique, formation civique et citoyenne) et une formation professionnelle comportant notamment l'obtention du permis de conduire. Les jeunes volontaires reçoivent une gratification à hauteur de 344 euros par mois pour les Volontaires Stagiaires (non diplômés ou titulaires d’un diplôme inférieur au BEP, CAP ou baccalauréat) et de 740 euros pour les Volontaires Experts (titulaires d’un BEP, CAP ou baccalauréat), équivalents de moniteurs. Tous les volontaires sont nourris, logés et bénéficient des droits et avantages du statut militaire.
Le service militaire volontaire est ouvert à tous les jeunes de 18 à 25 ans (garçon ou fille) de nationalité française et résidant en France métropolitaine. Pour postuler, il faut être en règle vis-à-vis de la Journée défense et citoyenneté (JDC, anciennement JAPD), avoir un casier judiciaire compatible avec l’exercice du métier militaire et être déclaré apte médicalement. Les régiments du service militaire volontaire dépendent de la Direction du Service National de la Jeunesse (DSNJ). Les effectifs de volontaires à recruter sont de 1 500 en 2021-22.
Les piliers du SMV sont l’encadrement et la spécificité militaire, le volontariat des jeunes et le partenariat avec les acteurs de l’emploi et le monde de la formation professionnelle qui fournissent les emplois à la sortie du SMV.

## Les régiments et unités du SMV

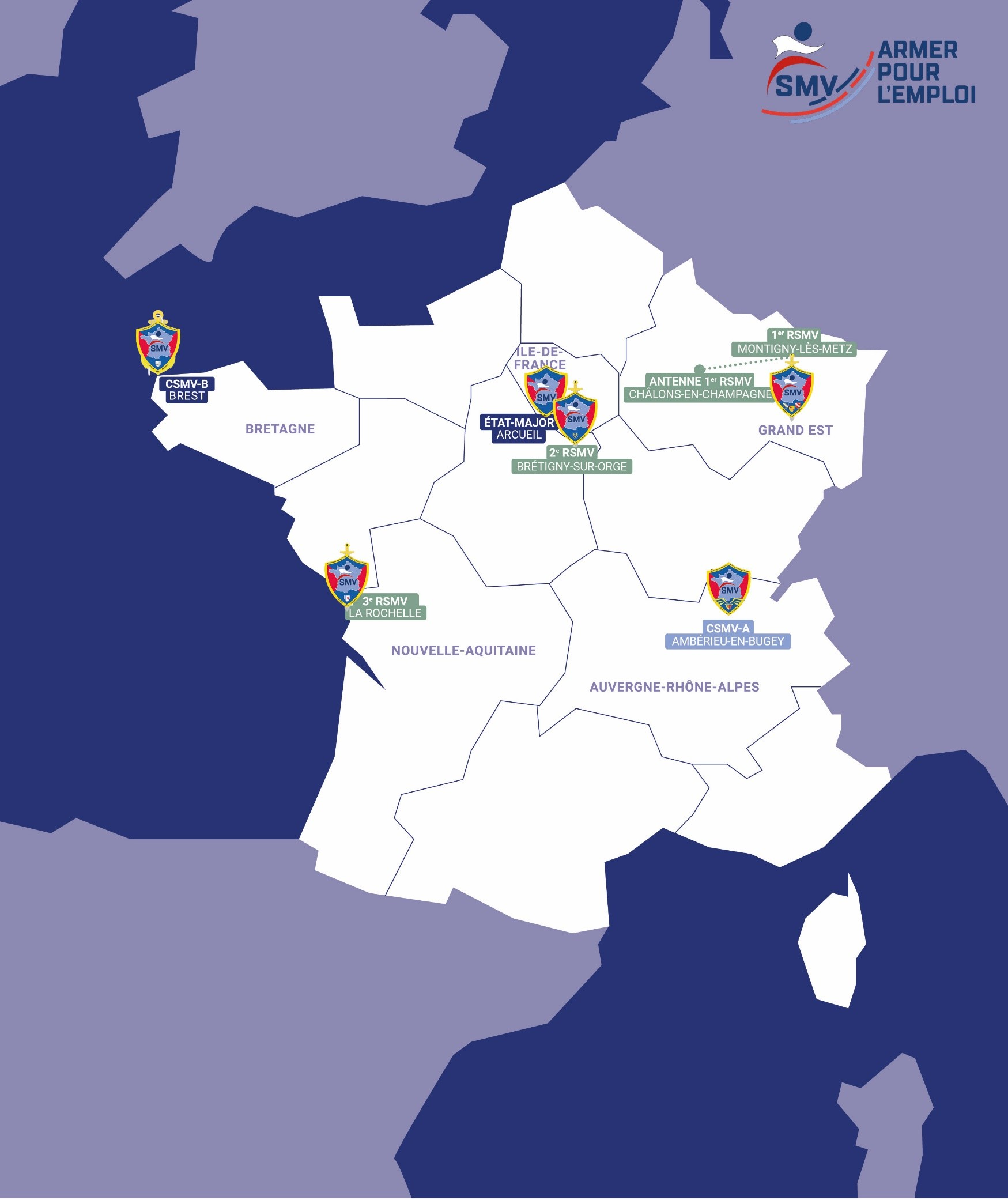
Organisation du Service militaire volontaire (avant ouverture du centre de Marseille).

D'abord dénommés « centres du service militaire volontaire », les trois premiers établissements relevant de l'Armée de terre ont reçu l'appellation de régiment ainsi que la garde d'un drapeau ou d'un étendard. 
L'état-major du service militaire volontaire est basé au fort de Montrouge. 
| Centre | Ouverture       | Branche                       | Drapeau et traditions               |
| --- | --------------- | ----------------------------- | ----------------------------------- |
| 1er régiment du service militaire volontaire de Montigny-lès-Metz                                            | 15 octobre 2015 | Armée de terre                | 2e régiment du génie                |
| 2e régiment du service militaire volontaire de Brétigny-sur-Orge (implanté sur l'ancienne base aérienne 217) | 3 novembre 2015 | Armée de terre                | 10e régiment d'artillerie de marine |
| 3e régiment du service militaire volontaire de La Rochelle                                                   | 13 janvier 2016 | Armée de terre                | 57e régiment d'infanterie           |
| Détachement du 1er régiment du service militaire volontaire de Châlons-en-Champagne                          | 16 janvier 2017 | Armée de terre                |                                     |
| Centre du service militaire volontaire d'Ambérieu-en-Bugey (implanté sur la base aérienne 278)               | automne 2017    | Armée de l'air et de l'espace |                                     |
| Centre du service militaire volontaire de Brest                                                              | 6 novembre 2017 | Marine nationale              |                                     |
| Détachement du service militaire volontaire de Marseille                                                     | 18 janvier 2022 | Armée de l'air et de l'espace |                                     |